# Ферял Йозел
Ферял Йозел (тур. Feryal Özel, 27 травня 1975, Стамбул) — турецько-американська астрофізикиня, яка спеціалізується у галузі фізики компактних об'єктів та астрофізики високих енергій. Вона здобула широке визнання за свій внесок до теорії поля нейтронних зірок, чорних дір та магнітарів. Тепер працює професором астрономії в Університеті Аризони. Нагороджена премією Марії Гепперт-Маєр від Американського фізичного товариства за видатний внесок у астрофізику нейтронних зірок.

## Біографія
У 1992 році Феріал Йозель здобувала фізичну освіту в Американській академії Ускюдар в Стамбулі. 1996 року вона здобула ступінь бакалавра з фізики та прикладної математики в Колумбійському університеті, а в 1997 році вона здобула ступінь магістра з фізики в Інституті Нільса-Бора в Копенгагені. У 2002 році захистила докторську дисертацію з астрофізики в Гарвардському університеті з питань нейтронних зірок.
У 2002—2005 роках працювала з телескопом Габбла в Інституті перспективних досліджень в Прінстоні. З 2005 року вона є професором Університету Аризони.
Вона брала участь у кількох дослідницьких місіях. З 2010 року вона була учасницею місії Досліджувач внутрішньої будови нейтронної зірки НАСА, метою якої є вивчення внутрішньої будови нейтронних зірок. Вона також є учасницею проєкту Великої обсерваторії для рентгенівської синхронізації, метою якого є спостереження регіонів з полями великої гравітації, тобто чорних дір та нейтронних зірок.

## Почесні відзнаки та нагороди
- 2001: член Американського фізичного товариства.
- 2012—2013: член Інституту перспективних досліджень Редкліфа.
- 2013: Премія Марії Гепперт Майєр від Американського фізичного товариства.
- 2016: Стипендія Гуггенгайма.[4]
- 2019: Голова Консультативного комітету з астрофізики (APAC), NASA
- 2020: Приз за прорив